# Нідда (Гессен)
Нідда (нім. Nidda) — місто в Німеччині, знаходиться в землі Гессен. Підпорядковується адміністративному округу Дармштадт. Входить до складу району Веттерау.
Площа — 118,34 км2. Населення становить 17 314 ос. (станом на 31 грудня 2020).